# Guerre conjugale
Pour plus de détails, voir Fiche technique et Distribution.
Guerre conjugale (Guerra Conjugal) est un film brésilien réalisé par Joaquim Pedro de Andrade, sorti en 1976.

## Fiche technique
- Titre original : Guerra Conjugal
- Titre français : Guerre conjugale
- Réalisation : Joaquim Pedro de Andrade
- Scénario : Joaquim Pedro de Andrade d'après un conte de Dalton Trevisan
- Pays d'origine : Brésil
- Format : Couleurs - 35 mm - Mono
- Genre : comédie
- Durée : 93 minutes
- Date de sortie : 1976

## Distribution
- Cristina Aché : Neusa
- Wilza Carla : Gorda
- Maria Lúcia Dahl : Lúcia
- Lima Duarte : Osíris
- Elza Gomes : grand-mère
- Carlos Gregório : Nelsinho
- Carlos Kroeber : João Bicha
- Oswaldo Louzada : João Corno
- Lutero Luiz : fils de Joãozinho
- Dirce Migliaccio : Laura
- Ítala Nandi : Olga
- Analú Prestes : Maria da Perdição
- Carmem Silva : Amália
- Joffre Soares : Joãozinho